# Александровське (Котельницький район)
Алекса́ндровське (рос. Александровское) — село у складі Котельницького району Кіровської області, Росія. Адміністративний центр Александровського сільського поселення.
Населення становить 325 осіб (2010, 419 у 2002).
Національний склад станом на 2002 рік — росіяни 97 %.